# Lipocrea diluta
Lipocrea diluta là một loài nhện trong họ Araneidae.
Loài này thuộc chi Lipocrea. Lipocrea diluta được Tord Tamerlan Teodor Thorell miêu tả năm 1887.